# René François-Primaudière
René François de La Primaudière, également appelé René François-Primaudière, né le 17 octobre 1751 à Sablé-sur-Sarthe, mort le 24 janvier 1816 dans la même ville, est un homme politique de la Révolution française.

## Biographie
Issu d'une famille notable touchant à la noblesse, François-Primaudière voit le jour à Sablé-sur-Sarthe le 17 octobre 1751 et est baptisé le lendemain en la paroisse Notre-Dame. En 1781, il est avocat au siège royal de Sablé. 

### Mandat à la Législative
La France devient une monarchie constitutionnelle en application de la constitution du 3 septembre 1791. Le même mois, René-François Primaudière, alors procureur-syndic de sa commune natale, est élu député du département de la Sarthe, le huitième sur dix, à l'Assemblée nationale législative. 
Il siège sur les bancs de la gauche de l'hémicycle. En avril 1792, il vote pour que les soldats du régiment de Châteauvieux, qui s'étaient mutinés lors de l'affaire de Nancy, soient admis aux honneurs de la séance. En août, il vote en faveur de la mise en accusation du marquis de La Fayette. 
La monarchie prend fin à l'issue de la journée du 10 août 1792 : les bataillons de fédérés bretons et marseillais et les insurgés des faubourgs de Paris prennent le palais des Tuileries. Louis XVI et sa famille sont incarcérés à la tour du Temple. 

### Mandat à la Constitution
En septembre 1792, René François-Primaudière est réélu député de la Sarthe, le deuxième sur dix, à la Convention nationale. 
Il siège sur les bancs de la Montagne. Lors du procès de Louis XVI, il vote la mort et rejette l'appel au peuple et le sursis à l'exécution. En avril 1793, il est absent lors de la mise en accusation de Jean-Paul Marat. En mai de la même année, il vote contre le rétablissement de la Commission des Douze.
En nivôse an II (décembre 1793), René François-Primaudière est désigné représentant en mission dans les départements de l'Ille-et-Vilaine et de la Mayenne aux côtés de François-Joachim Esnue-Lavallée pour organiser le gouvernement révolutionnaire. Durant cette mission, il sauve de la guillotine et de la prison de nombreuses personnes compromises dans la chouannerie ou le fédéralisme, notamment des francs-maçons. De même s'efforce-t-il de faire relâcher Louis Corbineau, incarcéré sur l'accusation de fédéralisme, mais le Comité révolutionnaire s'y oppose. Avec Laignelot, il prend un arrêté le 28 juillet 1794, ordonnant la démolition des haies, l'abattage des genêts et l'ouverture aux quatre coins des champs sur le bord des routes pour mettre fin aux embuscades des chouans dans le pays bocager du Bas-Maine. Rappelé par le décret non-nominatif du 26 thermidor an II (13 août 1794), il écrit du Mans le 4 fructidor (21 août) pour demander s'il doit rentrer dans la capitale. 
En brumaire an III (novembre 1794), il est envoyé en mission dans les Alpes-Maritimes et les « départements voisins » aux côtés de Laurent Servière, mission dont il rentre, selon son propre témoignage, le 1er messidor an III (19 juin 1795).
Le 22 vendémiaire an IV (14 octobre 1795), il est élu député de la Sarthe au Conseil des Anciens par 174 voix sur 303 votants et est nommé, en l'an VI, contrôleur des dépenses de l'armée française à Rome.
Peu après sa mort, son confesseur et un autre prêtre prétendirent avoir recueilli de ses mains le 19 janvier 1816, un acte d'abjuration qu'il n'a pu signer, par lequel il déclare « détester la félonie dont il eut le malheur de se rendre coupable à l'Assemblée de la Convention nationale, en votant la République ; détester le régicide affreux dont il eut le malheur de se rendre coupable [...] en votant la mort de Louis XVI, en demander pardon à Dieu et au roi, etc. ». En février suivant, le Journal de la Sarthe et la Gazette de France ayant publié cet écrit, le frère du défunt Yves François de La Primaudière, curé de Juigné-sur-Sarthe, se plaint au préfet du département, Jules Pasquier, du procédé dont le moribond avait été la victime, cependant que la générale Manigault-Gaulois, habitante de Sablé-sur-Sarthe, fille de l'ex-conventionnel, adresse un démenti à la presse. À ce sujet, le préfet Pasquier a l'honnêteté d'écrire au ministre de la police « que le zèle exagéré des deux vicaires [produisait] le plus mauvais effet sur la population du département », conseillant d'interdire la diffusion du document prétendument dicté par le défunt, mais aussi les lettres de la générale Manigault-Gaulois, ce qui fut fait,.

## Famille
Il appartenait à une ancienne famille possédant fiefs originaire de la Mayenne, laquelle a donné plusieurs branches, toutes descendantes de son arrière-grand-père : 
- François de La Primaudière,
- François de La Bruëre (dont sont issus les rameaux François des Mottes, François du Bignon, François de La Martinière),
- François de La Grotière,

les deux dernières branches étant restées dans la Mayenne.
Thomas François, bisaïeul de René, était seigneur de La Primaudière en la paroisse de Ruillé-Froidfont (Mayenne), et c'est à cette terre que la branche du député doit son nom. Le grand-père de René, Yves François de La Primaudière (1668-1728), vint s'installer à Sablé sous la régence. Il épousa Anne Hutereau dont il eut quatre enfants parmi lesquels un fils unique, également prénommé Yves (vers 1712-1776), officier de la maréchaussée à Sablé, lequel fut le père du député.
René François de La Primaudière était le cinquième des huit enfants d'Yves François de La Primaudière et d'Anne Caillet, qui se marièrent au Mans, en la paroisse Saint-Jean de La Chevrie, le 7 juillet 1745. Parmi ses frères et sœurs, Anne, la deuxième, fut la mère de Joseph Yves Manigault-Gaulois, général de brigade, commandeur de la Légion d'honneur, né à La Flèche en 1770, tué en Espagne le 16 janvier 1809 à la bataille d'Avisa, devant La Corogne. Le général Manigault-Gaulois épousa lui-même sa cousine germaine, Marie-Charlotte François de La Primaudière – fille du député – dont il eut notamment un fils, Jules Manigault-Gaulois à qui Napoléon, en considération des services de son père, conféra le titre de baron héréditaire par décret du 14 août 1813.
Une autre des sœurs du député, Marie-Anne François de La Primaudière, née en 1754, épousa au Mans – en la paroisse de La Couture, le 26 mai 1784 – Pierre-Antoine-Alexis de Macé de Gastines, chevalier, seigneur des Aulnays, dont postérité.
Son frère aîné, Yves François de La Primaudière (1750-1817), prêtre, fut quant à lui successivement curé de Tuffé en 1781, puis de Juigné-sur-Sarthe en 1790. Ayant refusé de prêter serment à la constitution civile du clergé, il fut déporté à Jersey en 1792 puis inscrit sur la liste des émigrés, dont il fut ensuite radié par une décision du Directoire exécutif du 27 prairial an VI (15 juin 1798).